# Camilo Henríquez
José Camilo Henríquez González (Valdivia, 20 de julio de 1769 - Santiago, 16 de marzo de 1825) fue un sacerdote, escritor y político chileno, héroe de la independencia de su país  y de América del Sur. Escribió varios ensayos, en particular la Proclama de Quirino Lemáchez, donde promovió la independencia chilena y la libertad social.

## Biografía

### Infancia
Camilo Henríquez nació en 1769 en una casa que pertenecía a su abuela materna, Lola Montero II, ubicada en lo que corresponde a la actual calle Yungay, en la ciudad de Valdivia, Chile. Sus padres fueron el capitán de infantería española Félix Henríquez y Santillán (1745-1798) y Rosa González y Castro (1747-1798). Aunque oriundo de Valdivia, Henríquez pasó la mayor parte de su juventud lejos de esa ciudad. Cuando tenía nueve años de edad, fue enviado a Santiago para iniciar su educación formal en el Convictorio Carolino.

### Vida religiosa
En 1784, fue enviado a estudiar a Lima bajo la dirección de su tío materno Juan Nepomuceno González, miembro de la orden de los Ministros de los Enfermos Agonizantes de San Camilo de Lelis. En la capital del virreinato del Perú, recibió educación en un convento de la orden de su tío. Allí, en particular, fue alumno de fray Isidoro de Celis, autor de obras sobre lógica, matemáticas y física, y un fuerte defensor de la ciencia, el racionalismo y el humanismo. Henríquez ingresó a la orden de los Ministros de los Enfermos Agonizantes de San Camilo de Lelis, o "de la Buena Muerte", previa rendición de un informe de limpieza de sangre de sus antepasados en 1789, y profesó como sacerdote el 28 de enero de 1790. Posteriormente, se enclaustra para proseguir sus estudios. Allí entabla amistad con José Cavero y Salazar, un compañero de estudios, quien más tarde se convertiría en un destacado miembro del primer gobierno independiente de Perú y embajador en Chile. Durante su permanencia en Lima, Henríquez frecuentó los círculos literarios y se asoció con miembros de la sociedad local.

### Inquisición española
En 1809, Henríquez es detenido e interrogado por la Inquisición española. El historiador Miguel Luis Amunátegui señala que Henríquez fue siempre reservado sobre las razones de su encarcelamiento y que las afirmaciones hechas al respecto por los historiadores son especulativas. Sin embargo, la explicación más comúnmente citada para esto es que estaba leyendo, o que poseía, libros prohibidos. Henríquez había sido fuertemente influenciado por la filosofía de la Ilustración francesa en sus primeros años y comenzó a leer literatura que había sido previamente prohibida por el gobierno español, como El contrato social, de Jean-Jacques Rousseau, que además se encontraba en el Index librorum prohibitorum et expurgatorum, y El año 2440, si alguna vez hubo un sueño (en francés L'an 2440, rêve s'il en fut jamais), de Louis-Sébastien Mercier. Después de su liberación, sus superiores de la Orden de la Buena Muerte lo enviaron a Quito para que fundara un nuevo convento para la orden.

### Escritor, periodista y político
En Quito, Henríquez fue testigo de la violencia del Ejército Realista en América en 1809. Posteriormente, sus vivencias las escribió en La Camila ó La patriota de Sud-América, un drama sentimental en cuatro actos publicado en 1817, la más famosa de sus dos obras de teatro, en la que narra la historia de una familia de criollos que lucha por la libertad del continente latinoamericano. En 1811 volvió a Chile y se involucró en la vida política.
Redactó la Proclama de Quirino Lemáchez, seudónimo creado con un anagrama de su nombre, que circuló el 6 de enero de 1811, con el objetivo de promover la elección de hombres de ideas independentistas en las próximas elecciones para elegir el Primer Congreso Nacional, convirtiéndose en uno de los primeros y más importantes ensayos revolucionarios promoviendo la independencia de Chile y, además, en representante de la creciente popularidad de la independencia entre la educada elite criolla chilena. En él, Camilo Henríquez escribió:

Vosotros no sois esclavos: ninguno puede mandaros contra vuestra voluntad. ¿Recibió alguno patentes del cielo que acrediten que debe mandaros? La naturaleza nos hizo iguales, y solamente en fuerza de un pacto libre, espontánea y voluntariamente celebrado, puede otro hombre ejercer sobre nosotros una autoridad justa, legítima y razonable. Mas no hay memoria de que hubiese habido entre nosotros un pacto semejante. Tampoco lo celebraron nuestros padres [...] Estaba, pues, escrito, ¡oh pueblos!, en los libros de los eternos destinos, que fueseis libres y venturosos por la influencia de una Constitución vigorosa y un código de leyes sabias; que tuvieseis un tiempo, como lo han tenido y tendrán todas las naciones, de esplendor y de grandeza; que ocupaseis un lugar ilustre en la historia del mundo, y que se dijese algún día: la República, la potencia de Chile, la majestad del pueblo chileno.
Proclama de Quirino Lemáchez

El ensayo llamó la atención de muchos lectores en Europa, donde se volvió a imprimir y, a pesar de que su verdadera identidad aún no se había hecho pública, sus escritos al instante lo catapultaron a ser conocido en Chile.
Después de la toma del poder por parte de la Primera Junta Nacional de Gobierno, Henríquez fue parte de la fuerza patriota que sofocó el contrarrevolucionario Motín de Figueroa, el 1 de abril de 1811.
En el Primer Congreso Nacional fue diputado suplente por el Partido de Puchacay. También pronunció un sermón en la misa de la inauguración de las sesiones en el que sostuvo que la Iglesia Católica autorizaba al Congreso para generar una constitución nacional.
A pesar de sus incursiones en la arena política, Henríquez fue quizá más conocido por la promoción y contribuciones a los periódicos que realizó durante toda su vida: escribió para numerosos periódicos y editó al menos diez en Santiago y Buenos Aires. El 16 de enero de 1812, se convirtió en el primer editor de la Aurora de Chile, el primer periódico chileno, en el que se utilizó una imprenta traída desde Estados Unidos. El primer número fue publicado el 13 de febrero de ese mismo año. Henríquez utilizó el periódico como medio para abogar por los valores revolucionarios y defender el nuevo espíritu de la educación y la razón que, él creía, venían con la Aurora de Chile:

Está ya en nuestro poder, el grande, el presioso instrumento de la ilustracion universal, la Imprenta [...] La voz de la razon, y de la verdad se oyrán entre nosotros despues del triste, é insufrible silencio de tres siglos [...] ¡Siglos de infamia, y de llanto!
Aurora de Chile (ortografía original)

Henríquez se describía a sí mismo como un educador y un filósofo, y sus publicaciones reflejan con frecuencia los ideales políticos revolucionarios y conceptos de la Ilustración, especialmente de Rousseau, de la libertad personal y de la libertad social.

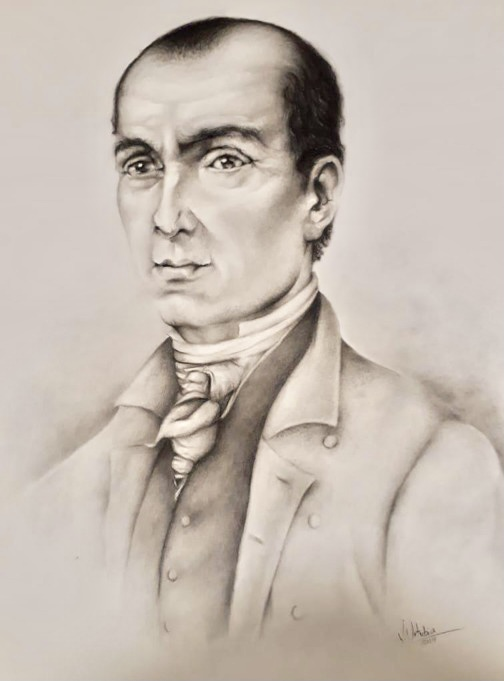
Dibujo de civil de Camilo Henríquez por la artista María Verónica Urtubia, con base en los relatos sobre su imagen y fisonomía del cronista Talavera y los historiadores Miguel Amunategüi y Luis Montt.

Entre 1812 y 1814 fue senador, y en 1813 fue presidente del Senado. Fue autor de varios proyectos de ley, entre los que destacan el Reglamento Constitucional de 1812 y el de protección a los indígenas. Durante esa época, Henríquez puso en escena la obra de teatro La procesión de los tontos.
Debido a la censura establecida por el gobierno de José Miguel Carrera, comenzó a publicarse, bajo la dirección de Camilo Henríquez, El Monitor Araucano en sustitución de la Aurora de Chile, cuyo primer número se publicó el 17 de abril de 1813. También publicó el Catecismo de los patriotas dentro de las páginas del nuevo periódico.
Escribió la letra del primer «Himno del Instituto Nacional», que fue entonado el 10 de agosto de 1813.
Luego de la batalla de Rancagua, donde su hermano José Manuel murió defendiendo una de las trincheras en la plaza de Rancagua, se dirigió a Mendoza para luego seguir a Buenos Aires, donde colaboró con La Gazeta de Buenos Ayres y dirigió El Censor. Allí escribió además dos obras de teatro, Camila o la Patriota de Sud-América, ambientada en una aldea omagua de la selva amazónica, y La inocencia en el asilo de la virtud, situada en Filadelfia. Luego de la Reconquista, regresó a Chile por petición de Bernardo O'Higgins, volviendo a trabajar para los periódicos en Santiago. Se le nombró bibliotecario de la Biblioteca Nacional y se le encargó la edición de La Gaceta Ministerial de Chile y la de otro boletín sobre la administración del país, que fue el precursor del periodismo en Chile.
En 1823 fue diputado suplente por Chiloé, para esa fecha todavía un territorio realista fuera del control chileno, y después fue diputado suplente y titular por Copiapó en 1824. Durante este tiempo, Henríquez fue uno de los nueve miembros del Senado conservador, creado para asesorar a Ramón Freire, el nuevo Director Supremo de Chile.
Camilo Henríquez González murió en Santiago el 16 de marzo de 1825, declarándose un periodo de duelo nacional por parte del gobierno.

## Escritos y publicaciones

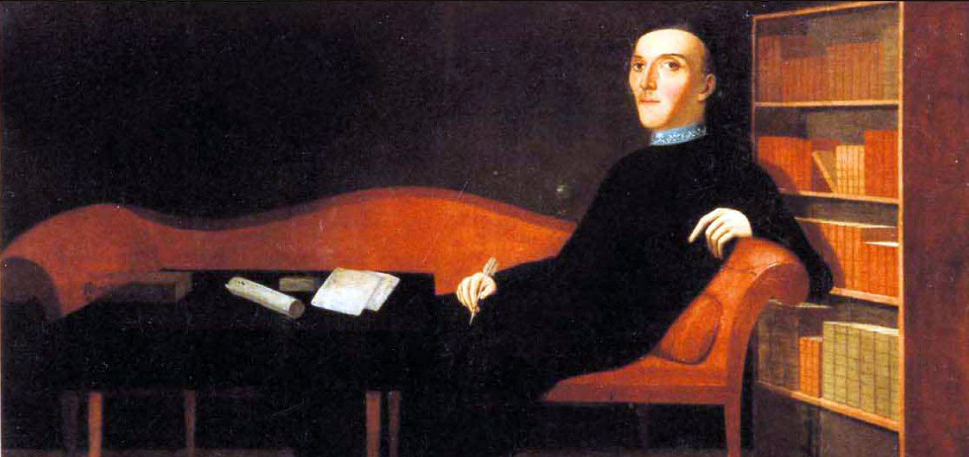
Retrato en óleo sobre tela de fray Camilo Henríquez González, pintada alrededor de 1820.

### Artículos
- "La proclama de Quirino Lemárchez" (1811).
- "Nociones fundamentales sobre los derechos de los pueblos", publicado en La Aurora de Chile (1812).
- "El Catecismo de los patriotas", publicado en El Monitor Araucano en (1813).
- "Ensayo acerca de las causas de los sucesos desastrosos de Chile (1813-1814)
- "Sermón en la instalación del Primer Congreso Nacional", leído en las Sesiones de los Cuerpos Legislativos (1811).

### Obras dramáticas
- "La Camila, o La patriota de Sudamérica" (1817).
- "La inocencia en el asilo de las virtudes" (18--?).

### Cartas
- Carta del 1 de enero de 1822 (Buenos Aires).
- Carta del 1 de febrero de 1822 a Manuel de Salas (Buenos Aires).
- Carta de enero de 1822 a Manuel de Salas (Buenos Aires).

### Reconocimientos
- Considerado el "Padre del Periodismo Chileno". En el Parque de la Avenida Brasil, en Valparaíso se ubica un Busto de fierro fundido, sobre pedestal de piedra, acompañado por una placa de marmolina, con inscripciones en bajo relieve, es obra del escultor Viñamarino Ricardo Santander[13][14] Posteriormente en el año 1999, en el mismo lugar se instala una placa con la inscripción: "Fray Camilo Henríquez Padre del Periodismo en Chile. Colegio de Periodistas de Chile, Consejo V Región. Ilustre Municipalidad de Valparaíso. Inaugurada el 18 de febrero 1980. Valparaíso 13 de febrero de 1999."
- En 1956 se crea el "Teatro Camilo Henríquez" propiedad del Círculo de Periodistas de Santiago, ubicado en el centro de Santiago en la calle Hermanos Amunátegui 31.[15] En la década del 50 y 60 el teatro acogió los estrenos más importantes de los dramaturgos chilenos.[16]
- Busto de fray Camilo Henríquez donado por la Embajada de Ecuador en Santiago en 2016. Se encuentra ubicado en el acceso principal al salón homónimo de la Biblioteca Nacional de Chile.
- En el Parque Forestal de la ciudad de Santiago de Chile, se ubica el Monumento tipo obelisco, dedicado a los Escritores de la Independencia: Fray Camilo Henríquez, Manuel de Salas, Manuel José Gandarillas y José Miguel Infante.
- En Chile, en diferentes ciudades existen calles con su nombre.
- Su tumba ubicada en el Cementerio General, presenta un pequeño obelisco, coronado con un busto.
- En la Plaza de la República (Valdivia), en la intersección de las calles Maipú y Camilo Henríquez, se ubica un busto restaurado e inaugurado el 13 de febrero de 2025,[17] el anterior fue vandalizado en el Estallido Social del 2019.[18] Inicialmente, el busto fue inaugurado por solicitud del Colegio de Periodistas de Chile y la Municipalidad de Valdivia, en febrero de 2012, con motivo del bicentenario de La Aurora de Chile.[19]
- En la ciudad de Valdivia, la biblioteca municipal pública lleva su nombre: "Biblioteca Municipal Fray Camilo Henríquez".[20]
- En Punta Arenas, en la intersección de Avenida Cristóbal Colón y Chiloé, se ubica un busto de Fray Camilo Henríquez. Es un "Homenaje del Colegio de Periodistas de Magallanes al Padre de la Prensa Nacional". Inaugurado el 19 de septiembre de 1980.[21]
- En el Paseo Bulnes, de Santiago se inaugura el 3 de mayo de 2010 una estatua en bronce a escala humana de Fray Camilo Henríquez sosteniendo una pluma y el periódico "La Aurora de Chile", el cual fundó. Es obra del escultor Hugo Brunet.[22]

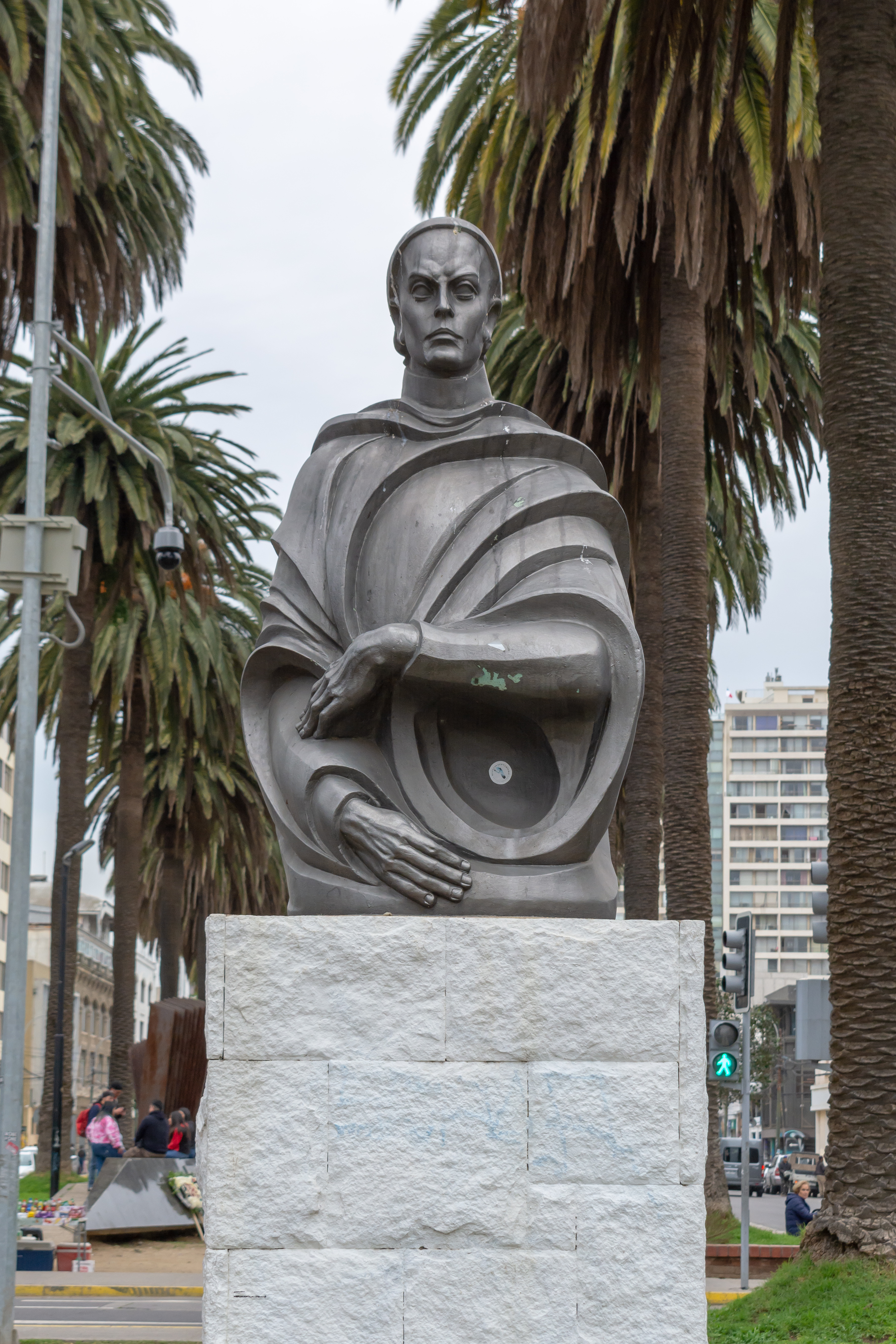
Padre del Periodismo Chileno, Valparaíso.
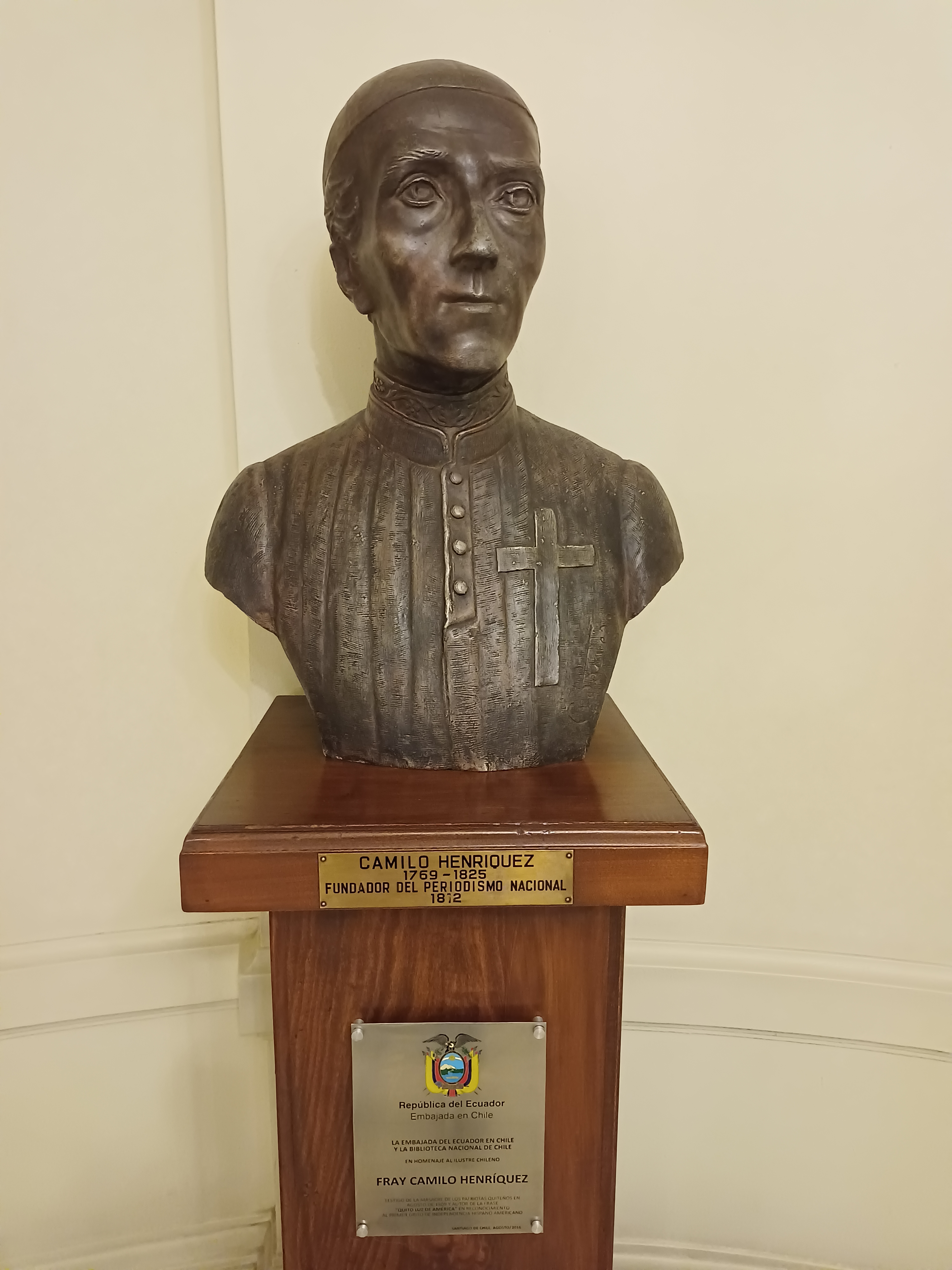
Busto en salón Camilo Henríquez.
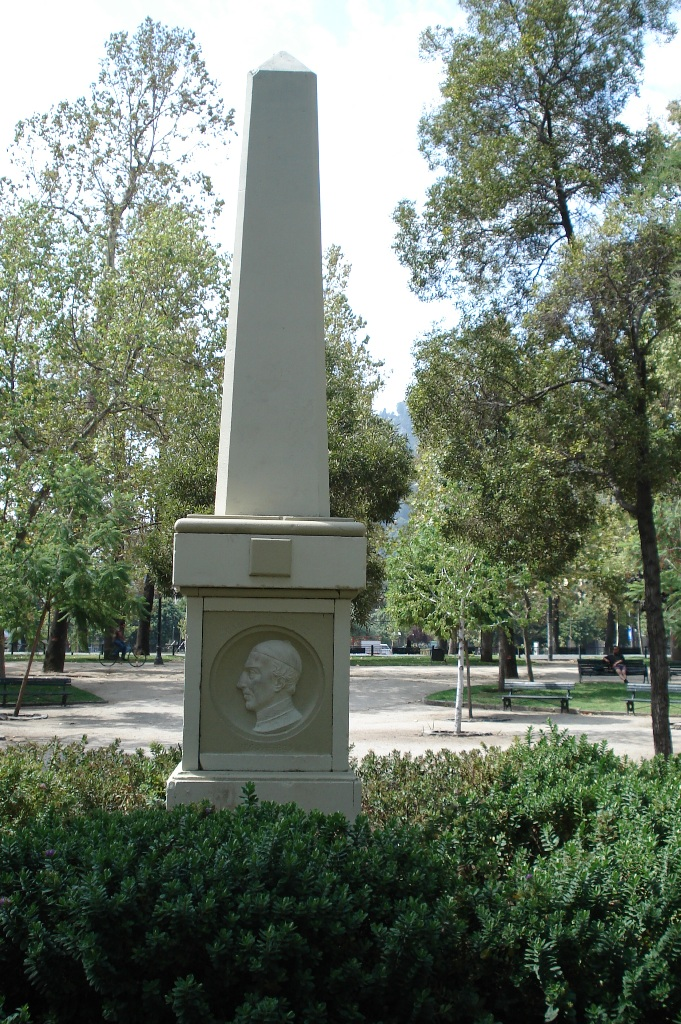
Monumento a los Escritores de la Independencia.
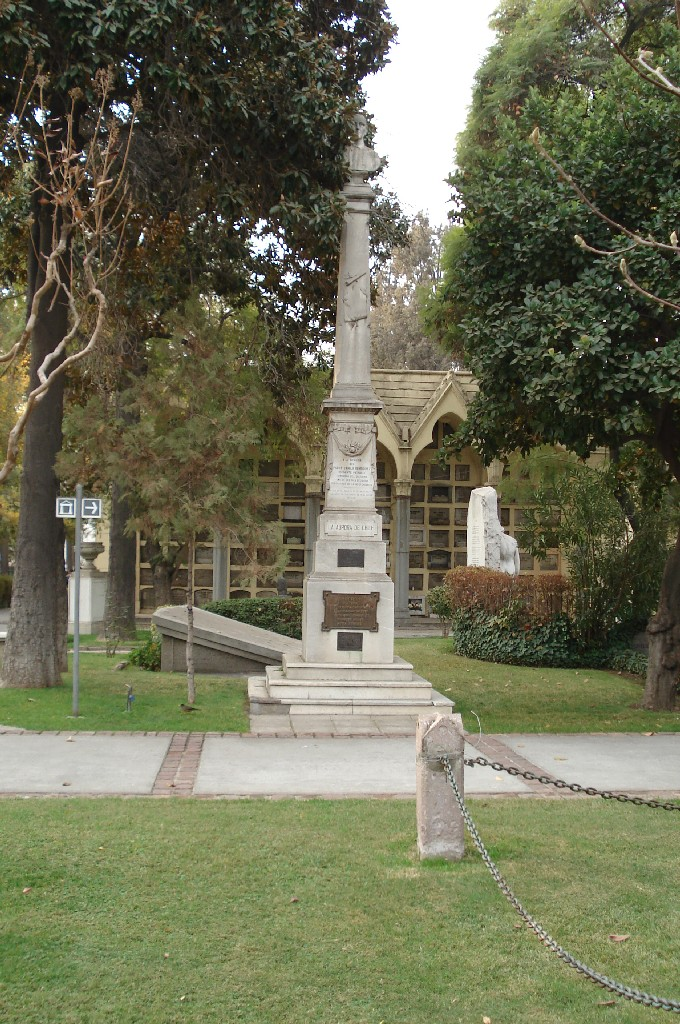
Monumento en su tumba.
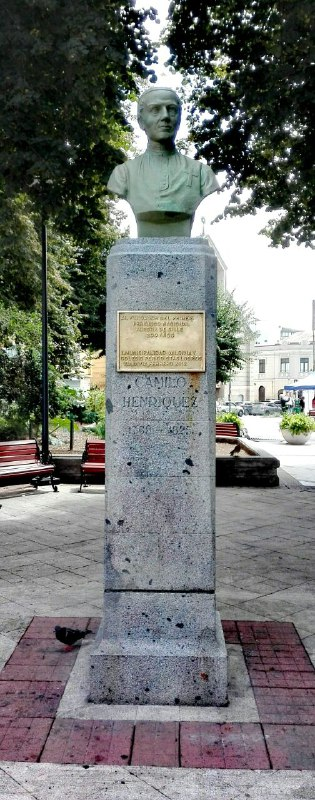
Busto Camilo Henríquez, Valdivia.
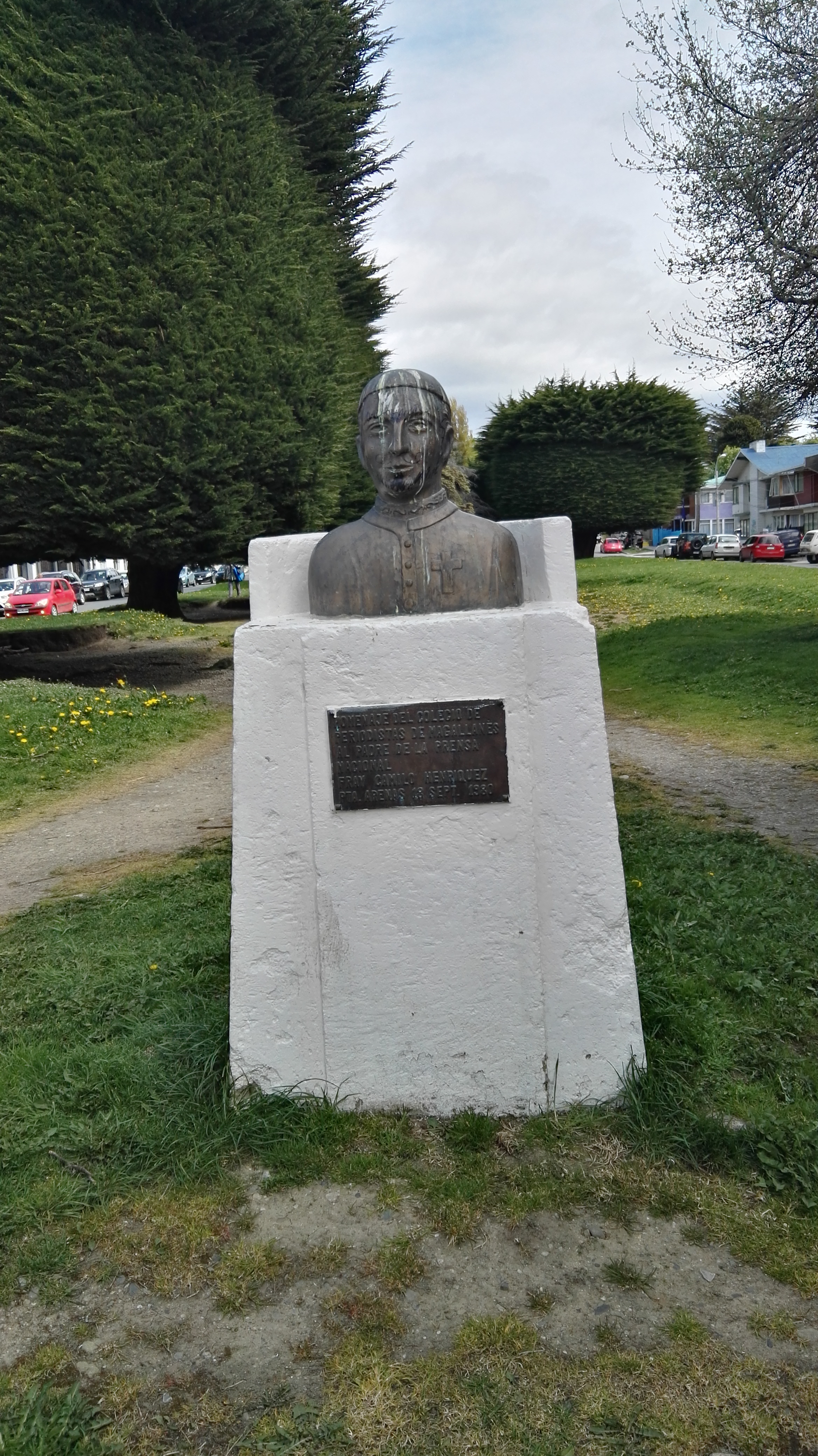
Busto en Punta Arenas.
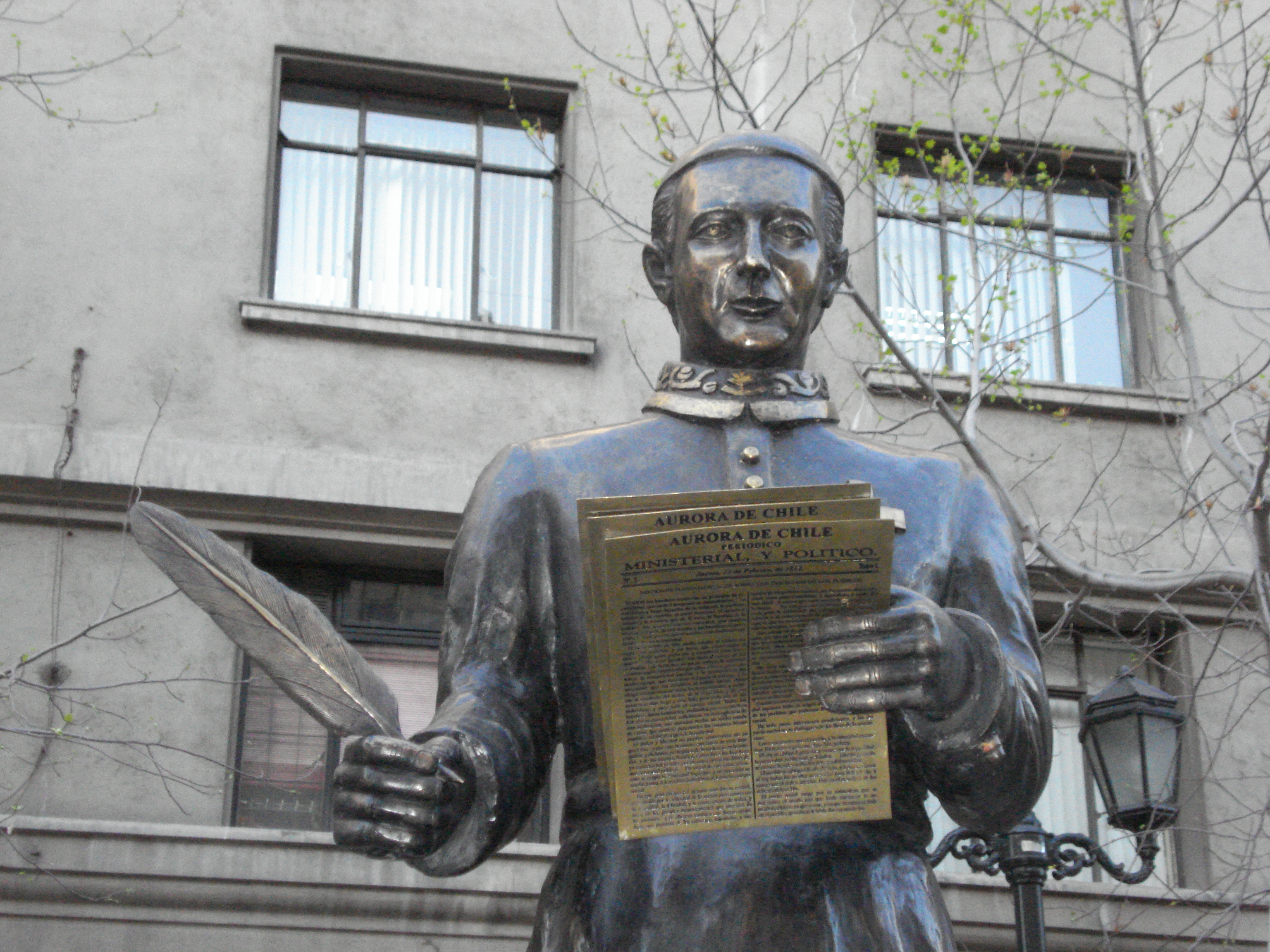
Estatua de C. Henríquez en Paseo Bulnes.

#### Biografías
- Alfonso, José A. (1934). Camilo Henríquez y sus principios políticos. Santiago, Chile: Nascimento.
- Amunátegui, Miguel Luis (1889). Camilo Henríquez (Google Books). Santiago, Chile: Imprenta Nacional.
- Amunátegui, Miguel Luis (1892). La alborada poética en Chile después del 18 de septiembre de 1810. Santiago, Chile: Imprenta Nacional.
- Edwards, Agustín (1934). Camilo Henríquez. Santiago, Chile: U. de Chile.
- Instituto de Estudios Políticos (1976). Páginas de la independencia nacional: Camilo Henríquez, Juan Martínez de Rozas. Introducción de Claudio Orrego Vicuña. Santiago, Chile: Editorial del Pacifico.
- Montt Montt, Luis (1872). Ensayo sobre la vida i escritos de Camilo Henríquez. Santiago, Chile: Imprenta de El Ferrocarril.
- Rodríguez Mendoza, E. (1951). La emancipación y el fraile de la Buena Muerte. Santiago, Chile: U. de Chile. Archivado desde el original el 7 de julio de 2011.
- Silva Castro, Raúl (1960). Escritos políticos de Camilo Henríquez. Santiago, Chile: U. de Chile.
- Silva Castro, Raúl (1950). Fray Camilo Henríquez: fragmentos de una historia literaria de Chile en preparación (PDF). Santiago, Chile: Universitaria.
- Téllez Yáñez, Raúl (1945). Fray Camilo Henríquez: el patriota (PDF). Santiago, Chile.

#### Crónicas
- Aldridge, A. Owen (1982). Early American literature: a comparative approach (en inglés). Princeton, N.J.: Princeton University Press.
- Collier, Simon (1967). Ideas and Politics of Chilean Independence: 1808-1833 (en inglés). Cambridge, UK: Cambridge University Press.
- Galdames, Luis (1941). A History of Chile (en inglés). Trad. y ed. Isaac Joslin Cox. Chapel Hill: University of North Carolina Press.

#### Artículos
- Aldridge, A. Owen. «Camilo Henriquez and the Fame of Thomas Paine and Benjamin Franklin in Chile». Inter-American Review of Bibliography (en inglés) 17: 51-67.
- Aldridge, A. Owen. «The Character of a North American as Drawn in Chile, 1818» (JSTOR). Hispania (en inglés) 49 (3): 489. Consultado el 22 de agosto de 2010.
- Amunátegui Solar, Domingo. «Génesis de la Independencia de Chile». Anales de la Universidad de Chile 118 (118): 146-164.
- Guarda Geywitz, Gabriel. «Camilo Henríquez y las vocaciones chilenas en el convento de la Buena Muerte de Lima». Boletín de la Academia Chilena de la Historia 70 (113): 37-51.
- Kaempfer, Álvaro. «Periodismo, orden y cotidianeidad: «Presentación» de la «Gaceta de Buenos Aires» de Mariano Moreno, 1810 y «Prospecto» de la «Aurora de Chile» de Camilo Henríquez, 1812». Revista Iberoamericana 72 (214): 125-138.
- Lara, Jorge Salvador. «Quito y el Fraile de la Buena Muerte Precursor de la Independencia Chilena». Boletín de la Academia Nacional de la Historia 51 (111): 86-103.
- Scavino, Dardo. «La Camila de Camilo Henríquez o el dilema corneliano de la minoría criolla». Cuadernos Lirico (N.°9).
- Valencia Avaria, Luis. «Camilo Henríquez y la primera imprenta». Boletín de la Academia Chilena de la Historia 50 (94): 293-297.